# Potočnica
Potočnica – wieś w Chorwacji, w żupanii licko-seńskiej, w mieście Novalja. W 2011 roku liczyła 11 mieszkańców.